# Labidostommatidae
Labidostommatidae zijn  een familie van mijten. Bij de familie zijn vijf geslachten met circa 50 soorten ingedeeld.